# Том Шерак
Том Шерак — американський актор та продюсер, президент Академії кінематографічних мистецтв і наук з 2009—2010 (термін президентства).